# Circonscription de Negelé
La circonscription de Negelé est une des 177 circonscriptions législatives de l'État fédéré Oromia, elle se situe dans la Zone Guji. Son représentant actuel est Tariku Demse Guye.